# Męczeństwo Bartłomieja i Judy
Męczeństwo Bartłomieja i Judy – apokryf Nowego Testamentu.

## Charakterystyka
Apokryf jest armeńską legendą i zasadniczą część poświęca postaci Bartłomieja. Nie jest treściowo powiązany z Męczeństwem Bartłomieja Pseudo-Abdiasza. Występuje w wersji krótszej i dłuższej. Opowiada o przybyciu apostoła do miasta Edeon w Persji, gdzie zastał ludzi oddających hołd cudownemu źródłu. Na żądanie Bartłomieja uschło to źródło, a pojawiło się nowe w innej części miasta. W Bostrze wskrzesił chłopca i przyczynił się do wielu nawróceń. Później udał się do Germanikei, gdzie uzdrawiał, został wtrącony do więzienia i cudownie ocalony, po czym ochrzcił króla i jego otoczenie. Nawracał także w kraju Medów i Partów. Na prośbę Tomasza udał się do Armenii, gdzie zastąpił diakona Tadeusza. W Armenii spotkał się z Judą Jakubowym, dokonywał wielu cudów i przyczyniał się do licznych nawróceń. Został skazany przez króla Sanatruka na śmierć, biczowany, obdarty ze skóry, wtrącony do więzienia, ukrzyżowany i ponownie bity, po czym skonał. Zabici zostali również towarzysze Bartłomieja.